# Catuama
Catuama é um bairro do município de Goiana que já se encontrava bem descrito na cartografia do Seculo XVI.  Inicialmente ocupada pelos índios Tabajaras da Beira Mar, foi local de aldeamento Jesuíta. Posteriormente, serviu de local privilegiado para o desembarque de africanos escravizados durante o período do Tráfico de escravos para o Brasil.  Pequeno núcleo urbano com a economia voltada para o turismo de veraneio, pesca artesanal e especulação imobiliária. 

## Etimologia
A palavra Catuama deriva da língua indígena Tupi. Katu significa "Bom, conservado, limpo, muito direito, retilíneo."  Sobre Ama não existe consenso, podendo significar Chuva, o que resultaria em "Boa Chuva" ou partícula indicativa de futuro am-a  significando assim "Aquilo que será bom".

## Praia de Catuama
A praia possui extensão de aproximadamente 3 Km, boa para banho, com recuo de maré de aproximadamente 100 m na baixa mar.  Rica em biodiversidade marinha, possui ocorrência sazonal de sargaço.

## Local de memória do tráfico atlântico de escravos
A proibição do comercio atlântico de seres humanos pelo governo Imperial em 07 de novembro de 1831 inaugurou um período de tráfico, tendo como local de desembarque preferencial, praias distantes dos grandes centros. Foi neste contexto, que Catuama e Barra de Catuama foram locais de diversos desembarques clandestinos de africanos escravizados.